# Samuel Sebastian Wesley
Samuel Sebastian Wesley   (Londres, 14 d'agost de 1810 - Gloucester, 19 d'abril de 1876) fou organista i compositor de música religiosa, fill del també compositor i organista Samuel Wesley.
A banda de la seva producció musical, que inclou un bon nombre d'himnes sacres, a part de serveis religiosos i obra per a orgue sol, se li atribueixen els escrits The English Cathedral Service, its glory, its decline and its designed extinction (1845); A Few Words on Cathedral music with a plan of reform (1849) i Psalms and hymns (1864). Va destacar també com a director del festival Three Choirs Festival, i com a professor d'orgue a la Royal Academy of Music de Londres.

## Vida i obra coral[3]

### Londres (1810-1832)
Nascut a Londres el 14 d'agost de 1810, S. S. Wesley va ser el quart fill del famós organista i compositor Samuel Wesley, i net del compositor d'himnes Charles Wesley. Fill il·legítim, les circumstàncies del seu naixement el van fer sempre sospitós als ulls de la família, de nom distingit. L'intent de suïcidi del pare, degut a parts iguals a una malaltia mental i a una irremeiable insuficiència econòmica, va acabar amb el jove Samuel Sebastian internat en un asil privat. Allà va ser on, de la mà de William Hawes (Master of the Children de la capella reial del St. James's Palace), va començar la seva educació musical.
Wesley va restar internat durant vuit anys i mig, cantant als serveis religiosos i als diferents salons i societats musicals dels quals Hawes era responsable. Va ser escollit d'entre tots els cantors per a actuar davant del rei George IV, al Pavelló Reial de Brighton. Molts consideren aquesta efemèride el primer èxit de la seva carrera musical. En sortir de l'internat, Wesley començaria a desenvolupar-la encara acudint a Hawes; entre 1829 i 1830 tenim documentats els primers contractes com a organista al servei de diferents teatres, entre els quals l'English Opera House i el famós Drury Lane. Aquestes primeres experiències són d'importància cabdal per entendre la trajectòria artística de Wesley, que comença en un Londres bullent de l'activitat musical més en voga; visitat regularment per personatges com Mendelssohn, Spohr o Weber.
A cavall dels anys 20 i 30, com hem enunciat, S. S. Wesley ja s'estava forjant un nom com a director i compositor; curiosament, amb una carrera més enfocada, en un principi, a la música instrumental i dramàtica. D'aquesta època se li coneixen unes variacions sobre l'himne God save the Queen, al costat d'altres obres per a teclat, però sobresurt, per exemple, l'obertura i la “musica melodramàtica” que va compondre per l'obra The Dilosk Gatherer (1832), d'Edward Fitzball. Però mesos després de l'estrena, Wesley canviaria, en un gest que alguns consideren incomprensible, el seu Londres cosmopolita pel provincialisme de Hereford, a la frontera amb Gal·les. Hi anava a exercir d'organista de la catedral, circumstància que li canviaria tant la vida personal com la mirada artística.

### Hereford (1832-1835)
La incomoditat de Wesley durant els primers mesos de la seva estada a Hereford és documentable. Anys després, comentaria: 
“Painful and dangerous is the position of a young musician who, after acquiring great knowledge of his art in the Metropolis, joins a country Cathedral. At first he can scarcely believe that the mass of error and inferiority in which he has to participate is habitual and irremediable”.
Tot i aquestes paraules, dites sens dubte en perspectiva, la mudança és interessant per a la vida del compositor perquè és a Hereford on desenvolupa el que es considera la seva obra mestra de joventut: l'himne religiós The Wilderness (1832), per a cor i orgue, amb intervencions solistes. Aquesta peça, composta durant un període de descans de la seva tasca com a organista (sembla que l'orgue de la catedral havia de ser reparat), representa el primer pas cap a la maduresa compositiva de Wesley: la seva forma, combinació de fragments corals i intervencions solistes de caràcter més íntim, serà la pròpia de la majoria dels seus himnes sacres. A The Wilderness, el compositor comença a experimentar amb l'harmonia cromàtica, protagonista indiscutible de bona part de la seva obra, en relació constant amb un sentit del contrapunt que tenia cada cop més en compte la dissonància.
I és que al Wesley de Hereford, tot i ser molt jove i haver entrat de ple en la dinàmica compositiva de la tradició musical sacra, li eren familiars els llenguatges artístics contemporanis, degut a l'etapa de formació londinenca. En una encertada observació, Peter Horton destaca la voluntat ferma i indiscreta del compositor de traslladar l'essència idiomàtica de la música dramàtica al pla religiós, a la catedral. Aquesta característica devia xocar profundament als autors consagrats de música religiosa, que veien com The Wilderness es desmarcava de la tradició anglicana per fer, més que res, un homenatge a l'estil europeu del primer romanticisme —de fet, la música pròpia de l'Anglaterra contemporània, la de 1830.

D'aquesta època de la vida de Wesley, que podríem anomenar potser “progressista”, data també el seu famós himne O give thanks unto the Lord (1833/34). Himnes com aquest representen la consolidació de Wesley com a compositor de grans obres corals, que aportaven, certament, un nou tractament de la paraula divina, però que acusaven sobretot la influència de compositors com “the pure and beautiful Spohr”, present i extremadament apreciat a Anglaterra durant els anys 30 i 40 del s. XIX. 

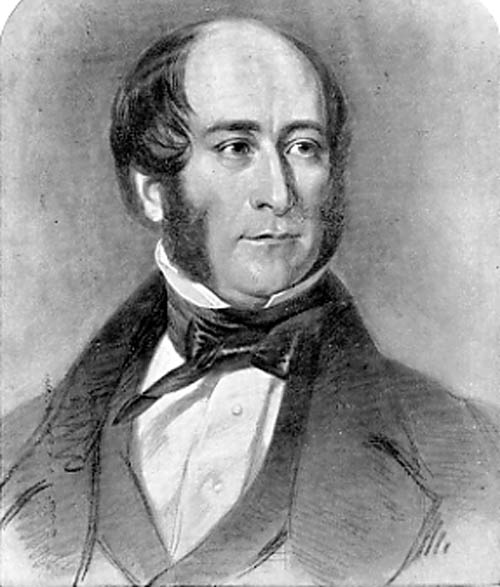
Gravat del compositor Wesley

### D'Exeter a Leeds (1835-1849)
Samuel Sebastian assoliria la plena maduresa d'estil després d'un altre canvi de domicili, aquest cop degut a un enllaç matrimonial. Efectivament, el 1835 es casava amb la germana del Degà de la parròquia de Hereford, i arribava a Exeter per exercir les funcions d'organista de la catedral. Allà, Wesley va aconseguir consolidar la seva reputació com a compositor de música religiosa. L'aparició de l'himne O Lord, Thou art my God (ca. 1836) marca una fita en la seva carrera compositiva, que representa l'abandonament progressiu de la influència de Spohr, substituïda per una acollida cada cop més conscient de l'estil de J. S. Bach.
La música de Bach havia sigut present a la vida de Wesley des dels inicis. Hem d'atribuir al seu pare —seguit d'altres músics anglesos— el descobriment i la recuperació de la música de Bach a l'Anglaterra pre-victoriana. S'accepta sovint que l'interès de Wesley per la mística bachiana, detectable sobretot en els himnes d'aquesta època (i fins i tot anteriors), corre paral·lel a l'acostament que hi va fer Mendelssohn. La pròpia petja de la música coral del compositor d'Hamburg és evident en aquests mateixos himnes, tot i que Wesley seguiria un camí diferent, sobretot en el tractament de la dissonància.
L'ombra de Bach es posaria definitivament sobre l'obra del compositor anglès en el meravellós Wash me throughly (ca. 1840). Horton fa néixer aquesta peça del dol per la mort de la filla de Wesley, Mary, el febrer d'aquest any 40. Sigui com sigui, és cert que demostra un horitzó, una perspectiva impròpia d'un compositor de províncies —i sobretot, d'un autor al servei de l'Església anglicana. L'obra, al costat dels altres tres remarcables himnes de l'etapa a Exeter (el ja anomenat O Lord, Thou art my God, Let us lift up our heart i To my request and earnest cry, tots compostos al voltant de 1836), amb prou feines va ser representada en vida del compositor.
L'etapa en qüestió no tardaria en arribar a una fi obligada, per enemistat amb el Degà de torn. El 1842 Wesley abandonaria Exeter per traslladar-se a Leeds, en un moviment que significaria un altre canvi substancial en el seu estil. L'obra més representativa d'aquest —últim, de fet— període és el Service in E (1845), que, tot i continuar desenvolupant el tractament harmònic tan característic de Wesley, denota un apropament inèdit en l'obra del compositor a formes insulars, molt més hermètiques, d'himne i de servei religiós. Peter Horton veu en aquest Service la fi del “universal composer” i el renaixement del “church music composer”. En definitiva, també en paraules de Horton, assistim a Leeds a l'eclipsi definitiu del Wesley enfant terrible de la música religiosa.
Des de Wash me throughly fins al Service in E, doncs, d'Exeter a Leeds, hi va tota una trajectòria, que desemboca en una reclusió, en una aposta pel conservadorisme. D'aquest fragment de la vida de Wesley n'és destacable també la voluntat ferma de publicar un recull de tots els himnes, Anthems, que havia compost fins al moment. Malgrat els esforços reiterats en aquest sentit, aquesta col·lecció no va poder ser una realitat fins a l'any 1853.

### Winchester i Gloucester (1849-1876)
1853, però, és una data molt avançada. En aquest moment del s. XIX Wesley ja havia deixat Leeds, altra vegada per culpa d'una enemistat amb càrrecs eclesiàstics superiors, i s'havia traslladat a Winchester. Quan va sortir publicat el recull, doncs, aquest havia crescut considerablement; en primer lloc, amb els himnes compostos durant la conval·lescència de Wesley a Helmsley, deguda a una malaltia, a finals de la dècada dels 40 (Cast me not away (1848) i The face of the Lord (1848), claríssims exemples de l'estil últim, conservador, fills del Service in E); però no només amb aquests, sinó amb els tres que compondria un cop a Winchester (O Lord, my God, Thou wilt keep him in perfect peace i Adscribe unto the Lord, d'entre 1850 i 1851).
Després de la composició d'aquestes obres vindria una dècada, la de 1850, de silenci. Només a partir de 1860 i fins al final de la seva vida se li coneixen a Wesley alguns himnes més, tots compostos a propòsit d'efemèrides relacionades amb la corona. El propi compositor, que va morir l'any 1876, va opinar sempre que la seva millor obra era la col·lecció d'himnes de 1853. Certament, l'època de Winchester va ser de desinterès general cap a la producció musical de Wesley. El 1852, la versió orquestral de The Wilderness que va presentar al festival de Birmingham va ser rebuda amb molt males crítiques, com a obra passada de moda i pretensiosa. Quan Wesley va tornar a compondre himnes, gairebé per encàrrec, ho va fer seguint la pauta de 1830.
La vida i l'obra de Wesley, que va finir, per voluntat del compositor, a la ciutat de Gloucester, són un cas singular dins l'òrbita d'aquesta English Cathedral Music. L'individualisme marcat del compositor va ser, potser, la raó per la qual no va tenir cap deixeble —a part dels seus alumnes d'orgue, el més prominent dels quals va ser, segurament, William Spark, segon organista durant l'època de Leeds. En definitiva, S. S. Wesley ha acabat representant, amb èxit, la música de l'Església anglicana vuitcentista; és, en realitat, emblema de l'Anglaterra victoriana i una de les contribucions britàniques més destacables a la història de la música del s. XIX.

## Contribució organològica
S. S. Wesley ha de ser recordat, a part de com a compositor, també com a organista. A partir de 1850 va esdevenir professor titular d'orgue a la Royal Academy of Music, i, com és sabut, ens ha deixat una destacable producció per a orgue sol. Però la seva relació amb aquest instrument no s'acaba aquí.
Durant la seva etapa a la Catedral de Winchester, Wesley va ser responsable de l'adquisició, el 1854, de l'orgue del pare Willis, famós constructor d'orgues, exhibit a l'Exposició Universal londinenca de 1851. De fet, l'èxit d'aquest instrument a l'Exposició va contribuir notablement a la contractació de Willis per a la construcció d'un orgue per al St George’s Hall de Liverpool, que es va fer realitat l'any 1855. Wesley va ser un dels actors principals d'aquest projecte.
De fet, la tradició atorga al compositor anglès, juntament amb el pare Willis, la invenció d'un nou tipus de pedalier per a l'orgue, de forma còncava, que ha esdevingut l'estàndard internacional per als orgues de tot l'univers anglosaxó. Cal destacar que Wesley es va negar a compartir el mèrit d'invenció d'aquest enginy, quan Willis va proposar de batejar-lo “pedaler Wesley-Willis”.

## Relació d'obres[3]
Les incloem segons el gènere, i en ordre cronològic de data de publicació: 

### Himnes sacres (cor mixt)
- O God, whose nature and property (1831)
- The Wilderness (1832)
- Blessed be the God and Father (1833/34)
- Trust ye in the Lord (1833/34)
- O give thanks unto the Lord (1833/34)
- O Lord, thou art my God (ca. 1836)
- Let us lift up our heart (ca. 1836)
- To my request and earnest cry (ca. 1836)
- Wash me throughly (ca. 1840)
- Cast me not away (1848)
- The face of the Lord (1848)
- O Lord, my God (ca. 1850)
- Thou wilt keep him in perfect peace (ca. 1850)
- Adscribe unto the Lord (1851)
- By the word of the Lord (1854)
- God be merciful unto us (ca. 1860)
- Praise the Lord, O my soul (1861)
- All go to one place (ca. 1861)
- Give the king thy judgements (1863)
- Let us praise famous men (1873)
- Lord of all power and might (ca. 1873)
- Wherewithal shall a young man cleanse his way (1875)

### Serveis religiosos (cor mixt)
- Service in E (1845)
- Short Full Service in F (ca. 1865)

### Orgue[7]
- Variacions sobre God save the Queen (1829)
- Introduction and Fugue en do sostingut menor (1835?)
- Larghetto en fa menor (ca. 1835)
- Three Pieces for a Chamber Organ, llibre 1 (1842)
- Three Pieces for a Chamber Organ, llibre 2 (1843)

### Altres
- Benedictus qui venit, per orgue i quartet de veus solistes (1832)
- Obertura i música melodramàtica per The Dilosk Gatherer, d'Edward Fitzball (1832)

Se li atribueixen també a S. S. Wesley diverses melodies per a himnes, la majoria de les quals han sobreviscut i es continuen cantant avui en dia en països anglosaxons de tradició protestant (per exemple, són molt presents als EUA). Algunes d'aquestes melodies provenen directament de fragments dels seus famosos himnes sacres. N'anomenem aquí uns quants:

### Tonades d'himnes sacres
- Alleluia
- Aurelia (avui es canta als EUA amb les paraules The Church's One Foundation. L'himne per al qual Wesley va compondre la melodia és Jerusalem the Golden, i per això ha acabat anomenant-se, popularment, Aurelia)[9]
- Bude
- Colchester
- Cornwall
- Doncaster
- Gweedore
- Hampton
- Harewood
- Hereford
- Hornsey
- Wetherby
- Wigan
- Winscott
- Wrestling Jacob
- Bowden (arranjat per Wesley; se'n desconeix el compositor)

Altres melodies d'himnes, compostes o arranjades per Wesley, poden trobar-se al Link Data Service de la Library of Congress.